# Testulea gabonensis
Testulea gabonensis là một loài thực vật thuộc họ Ochnaceae. Loài này có ở Cameroon, Cộng hòa Congo, Guinea Xích Đạo, và Gabon. Chúng hiện đang bị đe dọa vì mất môi trường sống.